# Xylocopa bilineata
Xylocopa bilineata är en biart som beskrevs av Heinrich Friese 1914. Xylocopa bilineata ingår i släktet snickarbin, och familjen långtungebin. Inga underarter finns listade i Catalogue of Life.